# Атика (архитектура)
Атика (на латински: atticus, от старогръцки: ἀττικός – атически) обозначава в архитектурата удължение на външната стена на сграда над ръба на нейния покрива с цел той да бъде прикрит. Тя е вид декоративна стена, издигната над завършващия корниз, която често впоследствие е украсявана с декоративни елементи – медальони, релефи, надписи.
За първи път атика се използва от древните римляни при композицията на триумфални арки. Една такава атика има цокъл и малък завършващ корниз. В началото на такива надстройки се поставят надписи в памет на завладяването на Атика от римляните, от където вероятно произхожда и терминът. Атиката се украсява с релефи и скулптури: статуи на войни, обелиски и триумфални квадриги на императори. Атика е била използвана в архитектурата на класицизма, барока и неокласицизма. В архитектурата в стил ампир е възроден обичая да се издигат триумфални арки в памет на забележителни събития от военната и политическата история. Атичен, или атински, се нарича снижен горен етаж тип мансарда, изграден върху основния корниз на сградата. В такива случаи, за разлика от парапета, обитаемата атика се прегражда с квадратни, заоблени или овални прозорци.

## Термин
Думата атика вероятно идва от гръцкото прилагателно име attikos, което означава „атичен“, т. е. произхождащ от географския регион Атика, дал името на този архитектурен елемент. Друго обяснение извежда термина от латинския глагол attingere („докосвам“, също „опирам, допирам“), тъй като атиката докосва и се опира на основната сграда. Срещу този опит за обяснение обаче говори фактът, че пасивното причастие, образувано от глагола attingere, е attactus, а не atticus.

## Антична архитектура
Атиката вероятно е била използвана за първи път в гръцкия географски регион Атика, откъдето идва и името. Това е стена над симата или корниза в зоната на покрива. Важен пример за това може да се види в Атина при паметника на Трасил. Атиката се превръща в почти незаменима част от римските арки, върху порти и триумфални арки като основа за монтиране на статуи и вази, както и за лапидарни надписи и релефи. Класическата атика е била без прозорци, освен ако зад нея не е прикрит тавански етаж.

## Употреба след древността
От ренесанса през барока чак до класицизма атиката е била популярен архитектурен елемент. През ренесанса се използва главно върху църковни сгради и представителни светски сгради (кметства и дворци) за прикриване на покривните капчуци. Тогава атиката била зидана като парапет или отворена като балюстрада.

### Полски атика
В Полша и някои нейни съседни региони, през епохата на ренесанса и барока, фасадите били пищно украсявани със статуи по покрива, въпреки че фасадите като цяло са си останали предимно с хоризонтален вид, но все пак са се били отдалечили доста от античните образци.
- Градски къщи на пазарния площад в гр. Замошч
- Хоцишевска къща в гр. Люблин
- Дворецът в гр. Баранов Сандомерски
- Дворецът на херцозите на Померания в някогашния пруски (днес полски) град Шчечин.

### Атичен етаж
Атичният етаж е нисък горен етаж, разположен над корниза, който играе ролята на атика във фасадната конструкция. В бароковите дворцови сгради този нисък горен етаж често бил дръпван малко назад и скриван зад балюстрадата на атиката. В класицизма, от друга страна, завършващият корниз често бил пропускан изцяло, така че впоследствие атичният етаж се бил превърнал в завършващ мецанин, който често може да бъде разпознат във фасадната конструкция само по факта, че прозорците са значително по-ниски и по-малки от прозорците на долните етажи.
Ако прозорците на атичния етаж са разположени в коляната стена, то стаите зад тях обикновено се намират поне от части в таванското помещение. Днес такива стаи обикновено са оборудвани и с капандури, което спомага за добре осветени и висококачествено използваеми помещения.
В Швейцария атичен апартамент е синонимен термин на пентхаус апартамент.
На английски значението на термина се е изменило и днес атика (attic) обикновено се нарича обикновен таванске етаж, таванско помещение.

## Технически особености
В класическата архитектура височината на атиката обикновено е около една трета от основния архитектурен под нея. Днес също се говори за атика, ако тя е дори само от порядъка на 30 до 50 см над тавана на най-горния етаж. В днешно време атиката също се използва като предпазващ елемент – особено в конструкцията на халета с плосък покрив, противопожарните стени са снабдени с атика, за да се предотврати разпространението на пламъците върху покрива в случай на пожар.